# Juan Fernández Rebolledo
Juan Fernández Rebolledo, militar español nacido en la ciudad de Burgos en el año 1589, murió en el año 1655 en la ciudad de Concepción. Fue maestre de campo y luchó en la guerra de Arauco, fue derrotado el año 1629 por el cacique Lientur en la batalla de las Cangrejeras cerca de Yumbel.
Después de emigrar desde España a Perú, se trasladó a Chile, aquí obtuvo el nombramiento como sargento mayor en el año 1622 por parte del gobernador Pedro Osores de Ulloa y luego fue confirmado por el gobernador Francisco de Álava y Nureña en 1624. Fue asignado al frente de guerra y durante el gobierno de Luis Fernández de Córdoba y Arce, el cacique Lientur provoca un levantamiento que derrotó al capitán Gregorio Sánchez Osorio, corregidor de la ciudad de Chillán. El 15 de mayo de 1629 Juan Fernández Rebolledo salió al encuentro de Lientur junto a 150 hombres y fue vencido, acción conocido como el Desastre de las Cangrejeras. Sin embargo, salió con vida y siguió combatiendo en la guerra contra los mapuches. 
El 18 de enero de 1630, se encontraba en el fuerte de San Felipe de Austria en Yumbel, junto al gobernador Francisco Laso de la Vega cuando recibieron la noticia del ataque que planificaba Butapichón contra el fuerte de Arauco que desencadenó en la batalla de Piculhue.
Tras estos hechos, le gobernador ordena a Fernández hacerse cargo de la línea defensiva y establecer centinelas. Sin embargo, Butapichón toma otro camino y destruye la ciudad de Chillán, llevándose consigo muchos cautivos, ganado vacuno y caballos.
En el año 1634 el gobernador Francisco Laso de la Vega le nombra maestre de campo, cargo que volvió a ocupar en 1642. En el año 1646 el gobernador Martín de Mújica y Buitrón le ordena el traslado del tercio de Arauco al lugar donde había estado el Fuerte Tucapel. Dos años después en 1648 el gobernador Mujica antes de morir le ordena la reconstrucción de La Imperial en Boroa, siete leguas hacia el sudeste del punto original, asegurando así la frontera. Le acompañaron en esta misión dos jesuitas que hablaban la lengua mapuche, el padre Francisco Astorga de la misión de Buena Esperanza y el Padre y cronista Diego de Rosales.